# ایس تیم
ایس تیم (انگلیسی: ACE Team) شرکت بازی ویدئویی شیلیایی است، که در سال ۱۹۹۸ تأسیس شد.